# James G. Birney
James Gillespie Birney (4 de febrero de 1792 - 25 de noviembre de 1857) fue un abolicionista, político y jurista nacido en Danville, Kentucky. De 1816 a 1818, trabajó en la Cámara de Representantes de Kentucky. En 1836, comenzó su publicación semanal abolicionista en Cincinnati, Ohio titulada ‘’El Filántropo’’. Fue candidato presidencial dos veces por el Partido de libertad contra la esclavitud.

## Juventud

Condado de Mercer, Kentucky

Hijo de un acaudalado propietario episcopaliano irlandés de esclavos del mismo nombre en Danville, Kentucky, James G. Birney perdió a su madre durante su juventud. Él y su hermana fueron criados por su tía, que había venido desde Escocia a petición de su padre para cuidar de los dos. En 1795, las dos hermanas de su padre y sus familias habían emigrado de Irlanda, asentándose en granjas cerca de su casa. La mayor parte de los parientes de su madre también habían emigrado cerca, estableciéndose en otras áreas del Condado de Mercer, Kentucky. Creciendo, vio el problema de la esclavitud desde diversos puntos de vista. Aunque su padre luchó para evitar que el estado de Kentucky se uniese a la Unión como estado esclavista, cuando el esfuerzo fracasó, decidió que hasta la legislación no aboliese la esclavitud por parte del Estado en su conjunto, una persona puede poseer esclavos, siempre y cuando los tratase humanamente. Otros miembros de la familia Birney sintieron la responsabilidad moral personal y se negaron a poseer esclavos. En particular, la tía que lo crio no poseía esclavos y les pagaba cuando prestaban servicios para ella. Por su parte, Birney estuvo de acuerdo con su padre y recibió su primer esclavo a los seis años. Sin embargo, durante gran parte de su juventud y educación, estaba bajo la influencia de los maestros y amigos con fuertes puntos de vista antiesclavistas. Por ejemplo, asistió a varios sermones dados por un abolicionista Bautista David Barrow en su juventud, que más tarde se recordaría con cariño. 

## Educación

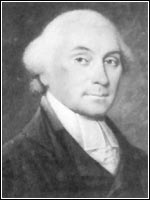
Samuel Stanhope Smith

Cuando Birney cumplió once años fue enviado a la Universidad de Transilvania en Lexington, Kentucky, volviendo a casa dos años después para ingresar en una escuela dirigida por un hombre presbiteriano que acababa de abrirse en Dansville. Se destacó en sus estudios allí, basados principalmente en las ciencias. En 1808, ingresó en la Universidad de Nueva Jersey a los diecisiete años, que era el nombre de la Universidad de Princeton en ese momento. Estudió Filosofía política, Lógica y la filosofía moral, y se hizo conocido por ser muy competente en los debates. Entre sus compañeros de clase, fue muy buen amigo de George M. Dallas. Estudió con el presidente de la escuela (Samuel Stanhope Smith), que era a la vez un lógico y autor que tenía débiles sentimientos antiesclavistas. Creía que la esclavitud era algo moralmente incorrecto, pero defendía el derecho de propiedad de los ciudadanos. Birney se graduó en Princeton el 26 de septiembre de 1810.
Cuando regresó a Danville después de graduarse, trabajó para la campaña de Henry Clay durante un mes. Después, comenzó a estudiar derecho en la oficina de Alexander J. Dallas en Filadelfia, el padre de su amigo y compañero de Princeton. Tenía un nivel de vida acomodado, teniendo un carruaje como transporte y siempre iba bien vestido. También se hizo amigo de los miembros de la comunidad local de cuáqueros. Permaneció en Filadelfia con Dallas durante los siguientes tres años, hasta que pasó el examen de Filadelfia y fue admitido en el Colegio de abogados.

## Práctica jurídica
En mayo de 1814 Birney regresó a su ciudad natal y empezó su carrera jurídica allí, convirtiéndose en el procurador del banco local.  Se ocupó de ambas demandas civiles y penales en Danville y otros condados periféricos de Kentucky. La economía de Kentucky era bastante pobre en aquel momento, ya que la Guerra de 1812 había causado un cisma en el comercio dentro del estado. Teniendo dificultades para cuadrar las cuentas, Birney trabajó en ese momento de su vida principalmente como un ajustador de reclamaciones. 
Siguiendo los pasos de su padre, Birney se convirtió en un masón a su regreso a Danville y fue miembro del ayuntamiento de la ciudad de Danville, volviéndose un "miembro" de la élite social de la ciudad.  Se enamoró de Agatha McDowell y se casó con ella el 1 de febrero de 1816 en una iglesia presbiteriana. Entre los regalos de boda de la joven pareja recibieron esclavos de su padre y de su suegro. Como Birney aún tenía que desarrollar plenamente sus puntos de vista abolicionistas, los aceptó amablemente. Hay que decir que en el futuro Birney fue conocido por decir en muchas ocasiones que no recuerda de haber creído nunca que la esclavitud fuera algo correcto. 

## Política en Kentucky

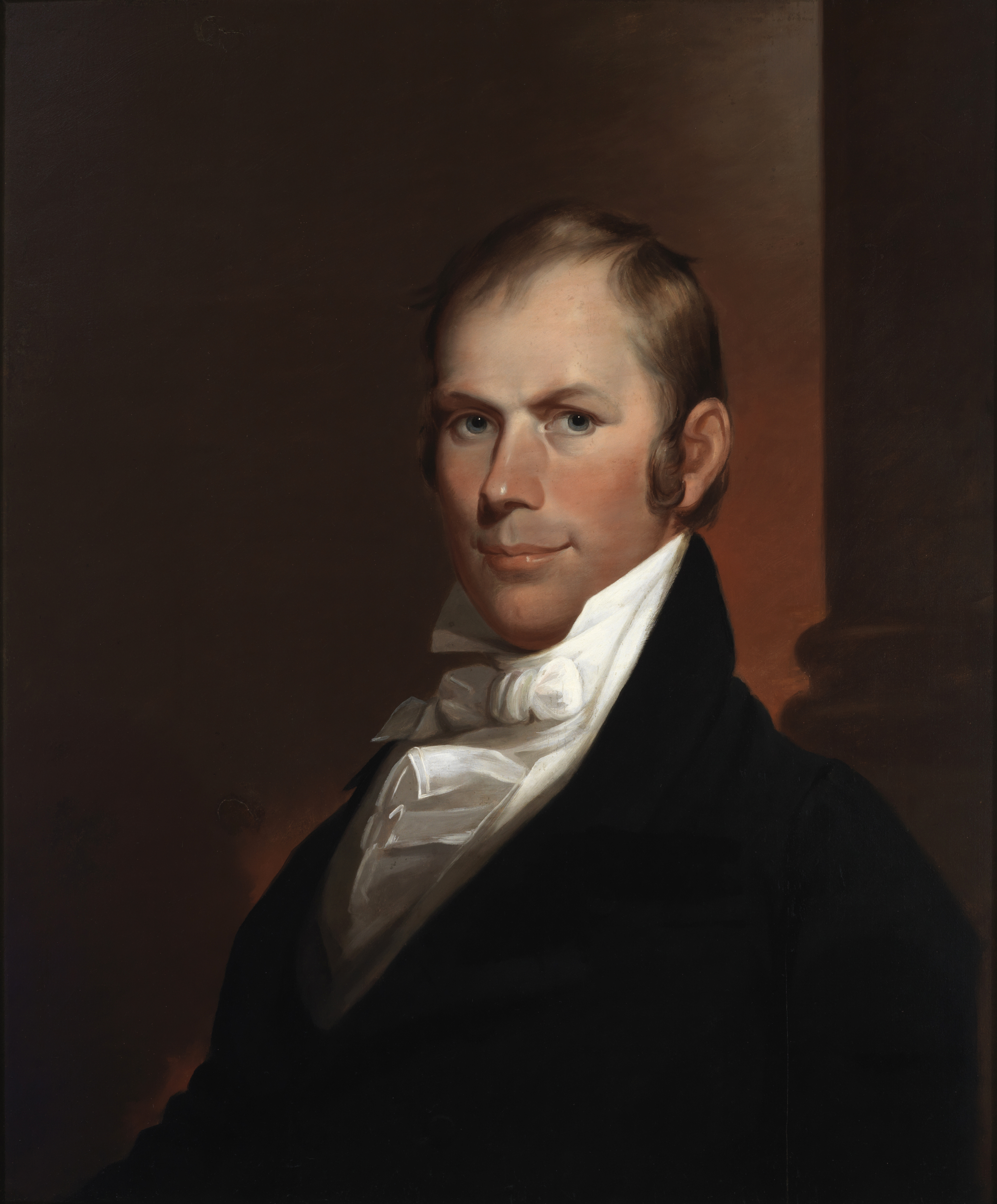
Henry Clay

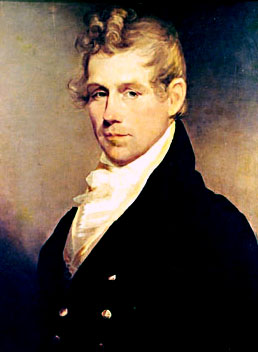
John McKinley

En 1815, volvió a trabajar con éxito para la campaña de Henry Clay, que se postulaba al Congreso EE. UU.. También hizo campaña para George Madison, que era candidato a gobernador de Kentucky, y ganó (Madison murió meses después). Sus sentimientos políticos de la época eran con el Partido Demócrata-Republicano. En 1816, Birney ganó un escaño en la Asamblea General de Kentucky representando el condado de Mercer, convirtiéndose en un miembro de la Cámara de Representantes de Kentucky a los veinticuatro años de edad. En 1817, el Senado de Kentucky redactó una resolución que proponía la apertura de un diálogo entre el gobernador recién instalado en Kentucky, Gabriel Slaughter, y los gobernadores de Ohio e Indiana a los efectos de la aprobación de leyes en esos estados pidiendo la captura y devolución de esclavos fugitivos de Kentucky.
Birney se opuso firmemente a esta resolución pero fue derrotado, aunque una nueva resolución fue redactada y aprobada poco después, pese a la oposición Birney, una vez más. Como vio muy poco futuro para sí mismo en la política de Kentucky, Birney decidió trasladarse a Alabama con la esperanza de comenzar una carrera política.

## Alabama

Condado de Madison, Alabama

En febrero de 1818, se trasladó con su familia al Condado de Madison, Alabama, donde compró una plantación de algodón y esclavos, la mayoría de los cuales venían con él de Kentucky. En 1819, Birney se convirtió en un miembro de la Cámara de Representantes de Alabama por el condado de Madison. Mientras estuvo allí, ayudó a redactar un proyecto de ley que preveía a los esclavos juzgados por un jurado poder pagar asesores legales, evitando que el dueño y testigos, o sus familiares, fuesen miembros del jurado. Esto, junto con su oposición al nombramiento de Andrew Jackson a la Presidencia de los Estados Unidos, obstaculizó muchas de sus futuras ambiciones políticas en Alabama. Se oponía a Jackson principalmente en razón de su mal carácter, después de haber ejecutado personalmente a dos hombres con anterioridad.
En 1823, después de tener muchos problemas con su plantación de algodón, Birney se trasladó a Huntsville, Alabama, para ejercer como abogado de nuevo. Sus problemas financieros se debieron en parte a su costumbre de apostar en las carreras de caballos, que abandonó finalmente después de muchas pérdidas. La mayoría de sus esclavos se quedaron en la plantación, pero se trajo consigo a Huntsville a su criado Michael, junto con su familia.
En aquel momento había una serie de abogados que ejercían en esa área, incluyendo a John McKinley. Su nombre le precedía, y fue admitido en el colegio de abogados de Alabama. McKinley, junto con varios miembros prominentes de la sociedad, hizo campaña con éxito para Birney para que fuese en el procurador del Quinto Distrito de Alabama en 1823. A finales de año decidió cerrar su plantación, y vendió los esclavos de la plantación a un amigo suyo que era conocido por su buen temperamento y buen trato a los esclavos. Tras la venta de la plantación y los esclavos, logró la estabilidad financiera, compró una generosa parcela de terreno y construyó una gran casa de ladrillo en Huntsville. Como fue el caso en su primer regreso a Danville años atrás, una vez más se convirtió en un miembro de la élite social en esta nueva ciudad. Además de sus funciones como fiscal, su oficina de abogados privada resultó ser muy lucrativa. 
En 1825, era el abogado más rico en el norte de Alabama, en asociación con Arthur F. Hopkins. Al año siguiente, renunció al cargo de procurador general para perseguir su propia carrera con más tenacidad. Durante los años siguientes, trabajó, a menudo en la defensa de los negros, fue nombrado miembro del consejo de una escuela privada y se unió a la Iglesia Presbiteriana. En 1828, se convirtió en un elector en las votaciones por John Quincy Adams y Richard Rush. Apoyó firmemente Adams por su conservadurismo, veía la política de Andrew Jackson y John C. Calhoun como una amenaza para la Unión). Para gran decepción de Barney, Jackson ganó. Sin embargo, encontró otras maneras para defender sus creencias. En 1829, sus conciudadanos lo eligieron alcalde de Huntsville, Alabama, lo que le permitió poner en práctica su nueva fe y el trabajo de reformas en la educación pública y la templanza.

### Sociedad Americana de Colonización
El fervor religioso de Birney también le animó a volver a evaluar sus puntos de vista sobre la esclavitud. Cada vez más enajenado por la política de la administración Jackson, descubrió la Sociedad Americana de Colonización en 1826. En 1829 le presentaron a Josíah Polk de la ACS por Henry Clay y se convirtió en uno de los primeros en apoyar la sociedad. Estaba intrigado por la posibilidad de resolver el supuesto problema constituido por negros libres iniciando una colonia para ellos en Liberia, África. En enero de 1830, ayudó a iniciar un cabildo en Huntsville, Alabama y se suscribió a su literatura.
Más tarde fue enviado en un viaje por la costa este por la Universidad de Alabama en busca de profesores para dicha universidad, tras recibir una generosa donación para la escuela. De agosto a octubre de 1830 visitó Filadelfia, Nuevo Brunswick, Nueva York, New Haven, Boston, Ohio y Kentucky. Volvió a casa con numerosas recomendaciones, y agradecieron sus servicios. Mientras estuvo en estas áreas, con la excepción de Kentucky, se sintió alentado en gran medida por la presencia de estados libres de esclavitud en la Unión. Ese mismo año, tuvo algún enfrentamiento con Henry Clay y dejó de hacer campaña para el Partido Demócrata-Republicano.
En 1831, Birney comenzó a considerar mudarse a Illinois, ya que estaba preocupado con la idea de que sus hijos crecieran en un estado esclavista. Mencionaba a menudo su intención de mudarse a Illinois, diciendo que liberaría a su esclavo restante Michael, la esposa de Michael y sus tres hijos allí. Sin embargo, esto nunca sucedió. En 1832, la Sociedad Americana de Colonización le ofreció un puesto como agente que viajase por el sur para promocionar su causa y aceptó. Cumplió con cierto éxito, incluyendo la organización de la salida de negros liberados como colonos a Liberia y escribió ensayos en defensa de la colonización. Sin embargo, en su fracaso en convertir a su audiencia a la colonización, empezó a dudar de su eficacia y la aceptabilidad de la esclavitud. En 1832, había decidido volver a Danville, Kentucky.

### Danville y la emancipación gradual
Un año antes de volver a Danville, Birney escribió cartas a los dueños de esclavos en Kentucky que anteriormente habían expresado su apoyo a la emancipación, lo que sugería que pronto celebrarían una convención sobre la materia. El 6 de diciembre de 1832 se llevó a cabo la reunión, asistiendo solo nueve propietarios de esclavos. La mayoría de éstos se comprometieron a no emancipar a los esclavos actuales, pero sí a emancipar a la descendencia de estos esclavos una vez cumpliera los veintiún años de edad. Este pequeño grupo también aspiraba a atraer a los no propietarios de esclavos para promover esta idea de la emancipación "gradual".

## Abolicionista
.

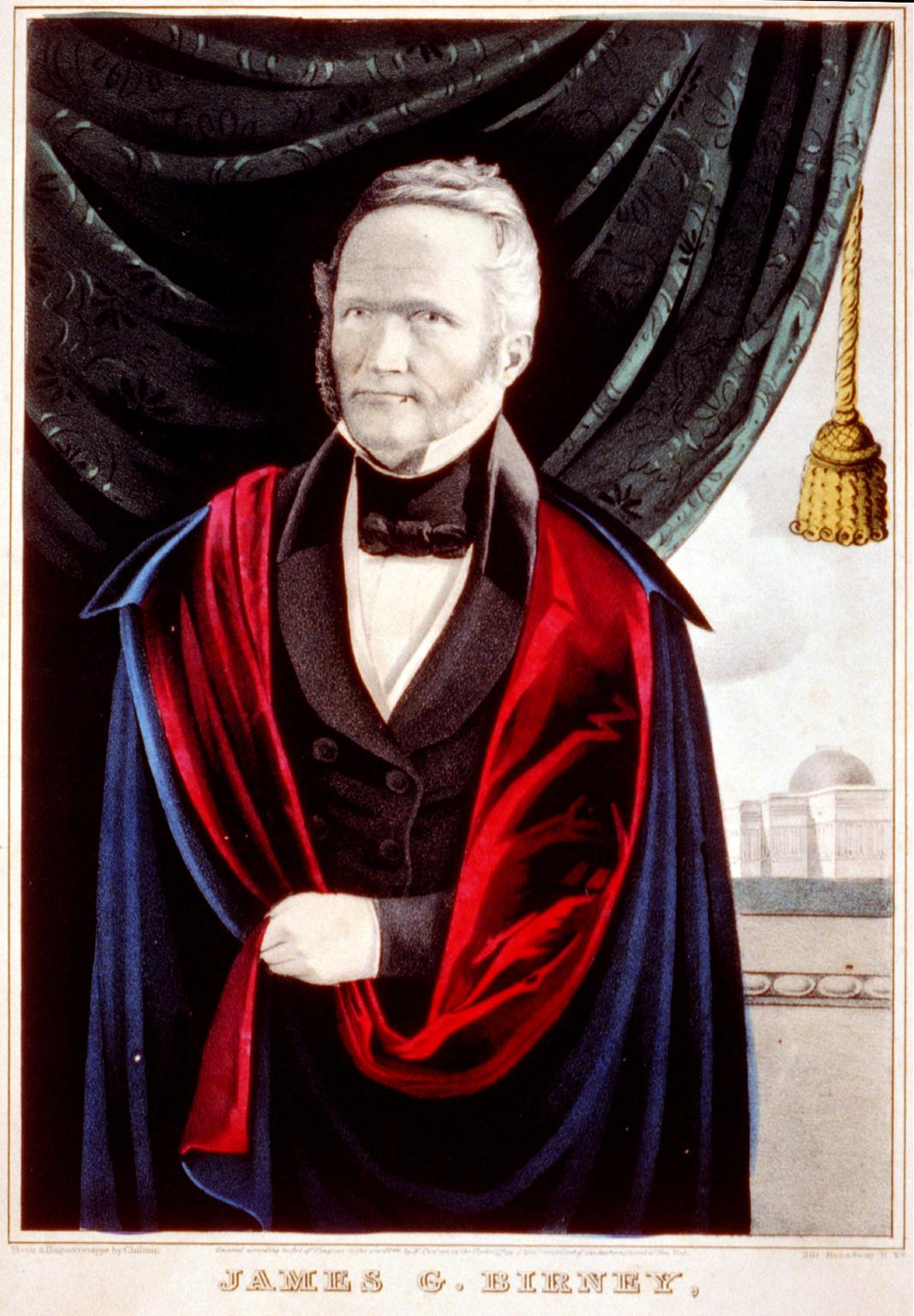
James G. Birney, editor abolicionista cuya prensa fue destruida dos veces durante los disturbios de 1836 en Cincinnati

En 1833 leyó un documento firmado por varias organizaciones cristianas que repudiaban los principios de la Sociedad Americana de Colonización y, en cambio, pedían la abolición inmediata de la esclavitud. Esto, junto con la experiencia de vida y la educación, llevó a Birney a la comprensión de que la esclavitud debía ser abolida de una vez por todas. Inspirado por la correspondencia y las conversaciones con Theodore Weld, el organizador de los debates del Seminario Lane, él mismo liberó a sus esclavos restantes y se declaró un abolicionista en 1834.

### Cincinnati
En agosto de 1835 Birney visitó Cincinnati para hacer contactos con amigos y compañeros del movimiento abolicionista allí. Trabajó para ganar apoyo en la publicación de un periódico antiesclavista. Por aquella época, había cuatro periódicos en la ciudad, y todos, excepto la ‘’Cincinnati Daily Gazette’’  publicaban "críticas de carrusel" al día siguiente que fue atacada la falta de abolicionismo en general. Uno de los periódicos, ‘’The Daily Post’’ (que no debe confundirse con el ‘’Cincinnati Post’’), llegó a pedir el linchamiento de aquellos que se propusieran como autores de literatura antiesclavista en su ciudad. La Gaceta, que pertenecía al editor Charles Hammond, llegó a ser un aliado para Birney y su periódico. Mientras que Hammond no apoyaba la igualdad de derechos para los negros, apoyaba la idea de la libertad de prensa y la libertad de expresión. Pero le molestaba mucho los intentos del Sur para legalizar la esclavitud en el Norte.
| Tenemos pocas dudas de que su oficina será derribada, pero confiamos en que el señor Birney no recibirá ningún daño personal. A pesar de sus ideas locas, lo consideramos un hombre honesto y benevolente. También es decidido. Al no haber sido autorizado a abrir la batería en este estado, ha decidido cañonearnos desde el otro lado del río. No es más bien demasiado un tiro para su ejecución, señor Birney? |

En octubre de 1835, Birney y su familia se trasladaron a Cincinnati, Ohio, para prepararse para la publicación de su periódico abolicionista El Filántropo, que se publicará semanalmente. Desde su llegada, él y el periódico fueron objeto de controversia, ya que la mayoría de los periódicos locales y otros hicieron todo lo posible para que no se sintiera bienvenido. El Diario de Louisville escribió un editorial mordaz que amenazaba indirectamente a su periódico.  En los disturbios de Cincinnati de 1836 la imprenta que editaba el periódico fue destruida dos veces. Sin embargo, escribir para su periódico le ayudó a desarrollar las ideas para la lucha contra la esclavitud legislativamente. Los usó mientras trabajaba con Salmon P. Chase para proteger a los esclavos que escapaban a Ohio. En 1837, la Sociedad Antiescalvista Americana lo reclutó como oficial y secretario de correspondencia y se trasladó con su familia a Nueva York.

### Liberty Party

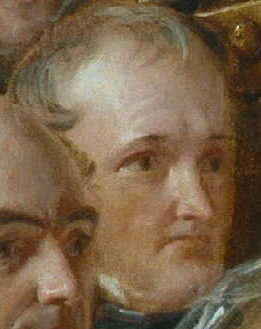
Birney representado aquí en la conferencia de 1840 en una pintura de grupo. La figura de la izquierda es John Beaumont (otro delegado abolicionista)

Con la escisión de la Sociedad Antiesclavista Americana en 1840, renunció a su posición cuando se opuso a la igualdad de derechos para las mujeres. También en ese año, el Partido de la libertad, un partido político de nueva formación, cuyo único objetivo era la abolición, nominó a Birney para las presidente. Predijo con precisión que no ganaría, en cambio fue como delegado a la Convención Mundial contra la Esclavitud en Londres. La convención lo nombró vicepresidente y extendió sus escritos a través de Inglaterra. Cuando regresó, el Partido de la Libertad hizo uso de su experiencia legal en sus esfuerzos para defender a los negros y los esclavos fugitivos. Lo escogieron como su candidato nuevamente en las elecciones presidenciales de 1844.

## Michigan
En 1841, Birney se trasladó a Saginaw, Míchigan con su nueva esposa y su familia. Vivió en la Casa Webster en Saginaw durante unos meses hasta que su casa en Bay City de Míchigan estuvo lista. Birney estaba en el negocio del desarrollo de la tierra en Bay City. Era uno de los administradores de la reorganizada Compañía de la Bahía de Saginaw y estaba profundamente involucrado en la planificación de Bay City en Míchigan, donde el parque Birney lleva su nombre. Birney y los otros desarrolladores apoyaban a las iglesias en su comunidad para las que ahorraron dinero para la construcción de la iglesia. Además de competir por la presidencia en 1840 y 1844, Birney recibió 3023 votos para Gobernador del Estado de Míchigan en 1845. Birney permaneció en Míchigan hasta 1855, cuando su salud lo llevó a trasladarse a la Costa Este.
Durante su estancia en Bay City, Birney llevó una vida de agricultor y de labores del campo, además de su trabajo como abogado, la extensión de la tierra y su participación como antiesclavista nacional. Comentaba la falta de ayuda disponible en la ciudad y se le solía encontrar trabajando en su propio seto.
Su hijo, James Birney, se mudó a Bay City después que la Saginaw Law lo llamase para cuidar de los intereses comerciales de su padre en la ciudad. James siguió la tradición de su padre de servicio público. Está enterrado en el cementerio de Pine Ridge en el lado este de la ciudad.

## Parálisis
En agosto de 1845 Birney sufría de ataques de parálisis tras un accidente a caballo, que se reprodujo de forma intermitente durante el resto de su vida. Su discurso resultaba afectado según su estado empeoraba, hasta que finalmente solo se comunicaba a través de gestos y la escritura (esto último se le hacía difícil por severos temblores). Como consecuencia,  terminó su carrera pública y su participación directa en el movimiento abolicionista, aunque se mantenía informado de los nuevos desarrollos. Murió en Nueva Jersey en 1857 en una entidad municipal rodeado de amigos abolicionistas tales como Theodore Weld, Angelina Grimké Weld y Sarah Grimke, pero convencido de que sería necesaria una guerra para acabar con la esclavitud. Fue enterrado en el cementerio de Williamsburg en Groveland, Nueva York, el hogar de la familia de su esposa. En 1840, se había casado en segundas nupcias con Elizabeth Potts Fitzhugh (hermana de Henry Fitzhugh y de Ann Carroll Fitzhugh, esposa de Gerrit Smith).

## Otras lecturas
- American National Biography Online: Birney, James Gillespie. 26 Jan 2008.
- Fladeland, Betty (1955). James Gillespie Birney: Slaveholder to Abolitionist. Ithaca, New York: Cornell University Press.
- Encyclopedia of Kentucky. New York City: Somerset Publishers. 1987. pp. 112-116. ISBN 0-403-09981-1.
- D. Laurence Rogers (2011). Apostles of Equality: The Birneys, the Republicans and the Civil War. Lansing, Michigan: Michigan State University Press.
- Rogers Franklin, Cathy. "James Gillespie Birney, The Revival Spirit, And The Philanthropist." American Journalism 17.2 (2000): 31. Supplemental Index.